# Sleepwalk with Me
Sleepwalk with Me es una película independiente de comedia escrita, dirigida y protagonizada por Mike Birbiglia. También la protagonizan Lauren Ambrose, Carol Kane, James Rebhorn y Cristin Milioti. La película tuvo su estreno mundial en el Festival de Cine de Sundance el 23 de enero de 2012, donde ganó Best of NEXT Audience Award. Fue estrenada el 24 de agosto de 2012, por IFC Films.

## Sinopsis
La ansiedad sobre su carrera y las presiones externas a su matrimonio con su esposa obligan a un comediante tímido a caminar dormido.

## Reparto
- Mike Birbiglia como Matt Pandamiglio.
- Lauren Ambrose como Abby.
- Carol Kane como Linda Pandamiglio.
- James Rebhorn como Gary Pandamiglio.
- Cristin Milioti como Janet Pandamiglio.
- Marylouise Burke como Tía Lucille.
- Loudon Wainwright III como Tío Max.
- Aya Cash como Hannah.
- David Wain como Pete.
- Marc Maron como Marc Mulheren.
- Sondra James como Colleen.
- Kristen Schaal como Cynthia.
- Jessi Klein como Lynn.
- Wyatt Cenac como Chris.
- William C. Dement como él mismo.
- Emily Meade como Samantha.
- John Lutz como Chip.
- Amy Schumer como Amy.[4]
- Hannibal Buress como Hannibal.

## Estreno
Sleepwalk with Me fue estrenada en el Festival de Cine de Sundance de 2012 en la categoría NEXT. Sleepwalk with Me también fue proyectado en el South By Southwest y fue la película de apertura de la noche en el Festival de Cine Independiente de Boston. Poco después, IFC Films adquirió los derechos de distribución para la película. Fue la película principal en la Festival de Cine de Nantucket, donde se alzó con el premio al mejor escritor/director. También se proyectó en el Festival Internacional de Cine de Seattle, el Festival Internacional de Cine Lighthouse, la  Festival Internacional de Cine de Provincetown, y fue la película de apertura de la noche en BAMcinemaFest en Brooklyn, Nueva York. Fue estrenada el 24 de agosto de 2012.